# Saint-Remimont (Vosges)
Saint-Remimont é uma comuna francesa na região administrativa de Grande Leste, no departamento de Vosges. Estende-se por uma área de 4,6 km². Em 2010 a comuna tinha 227 habitantes (densidade: 49,3 hab./km²).